# .web
.web és un domini d'internet de primer nivell, no oficial, que duu proposat des de 1995. En l'última revisió de 2000, en la qual es van afegir set nous dominis, la ICANN, no va aprovar la sol·licitud del domini .web. No obstant això, aquesta tampoc va ser oficialment rebutjada, podent tornar-se a presentar la sol·licitud. La temàtica de les pàgines amb el domini .web pretén ser genèric.